# Église Saint-Loup de Bonrepos-Riquet
L’église Saint-Loup de Bonrepos-Riquet est une église française située à Bonrepos-Riquet dans le département de Haute-Garonne et la région Occitanie.

## Géographie
L'église est située à 22 kilomètres au nord-est de Toulouse, en Pays Tolosan.

## Histoire
Jusqu’à la Révolution française, les paroissiens de Bonrepos se rendaient jusqu’à l’église de Saint-Jean-de-Mongague. L’édifice, qui avait survécu aux incendies par les huguenots en 1570 et 1593, dut être abandonné au début du XIXe siècle par manque d’entretien. Les granges du château furent transformées en espace cultuel et consacrées à saint Loup, patron de l’ancienne chapelle du château détruite au XVIIIe siècle.
En 1891, une nouvelle église consacrée à saint Loup fut bâtie. Selon le cadastre, elle fut installée sur un terrain provenant d’une acquisition de monsieur de Bertier, alors maire de la commune.

## Architecture
Le style dominant de l’église est gothique. Elle est implantée de manière que le chœur soit à l'est et le porche à l'ouest. L'édifice est entièrement construit en brique. Son porche est surmonté d'un clocher flèche contenant deux cloches.

## Statues
La chapelle de droite contient une statue du Sacré-Cœur, une statuette de l'Enfant Jésus de Prague et une statue de Notre-Dame des Enfants.

## Galerie

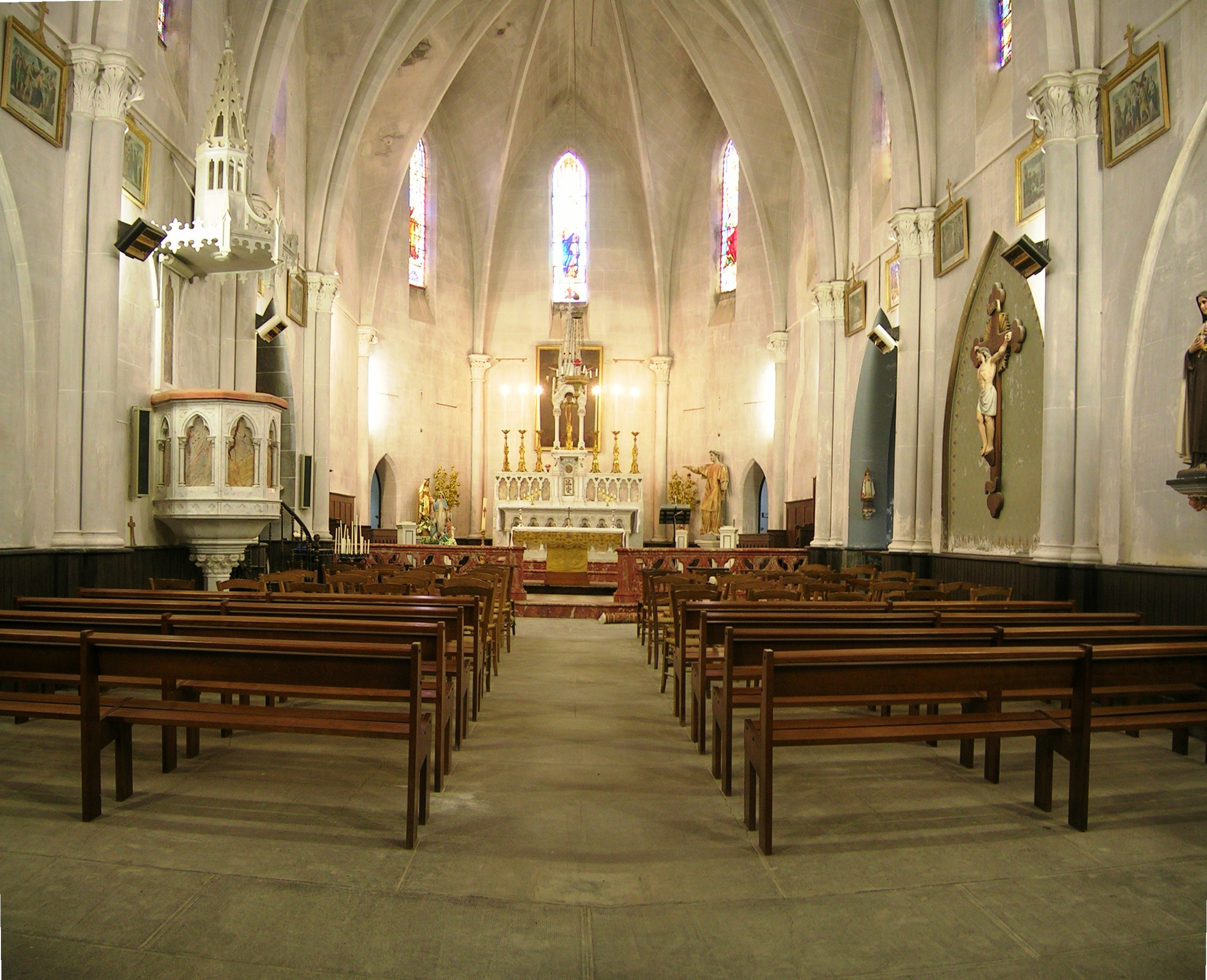
Nef de l'église Saint-Loup.
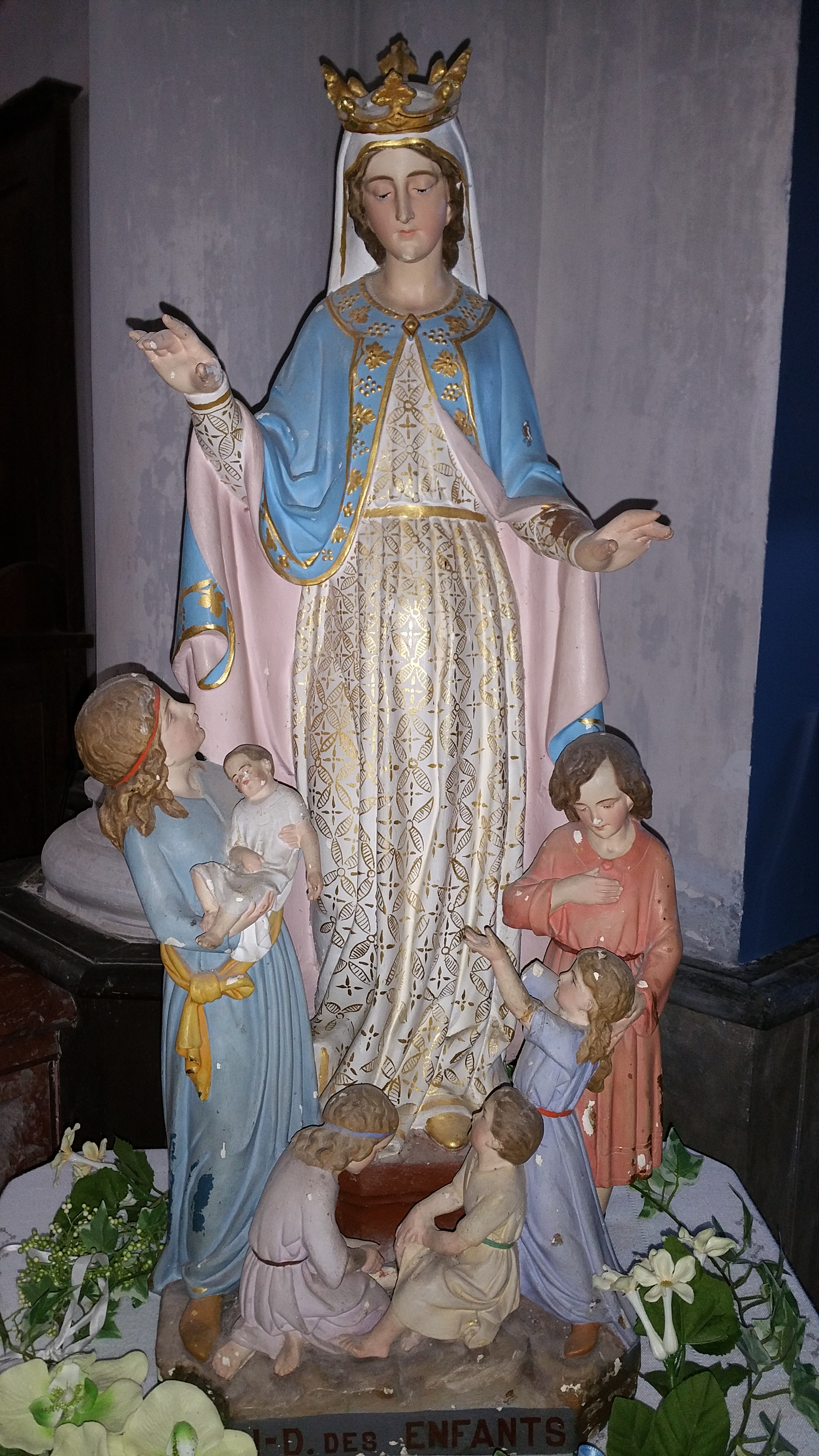
Statue de Notre-Dame des Enfants.

## Rattachement
L'église de Bonrepos-Riquet appartient à la province ecclésiastique de Toulouse, à l' archidiocèse de Toulouse.

## Pour approfondir